# Shōbōgenzō
El Shōbōgenzō (正法眼蔵 , lit. «Tesoro del Verdadero Ojo del Dharma» o «Tesoro del Verdadero Ojo de la Ley»?), es una colección de ensayos de budismo zen de Eihei Dōgen, escritos entre 1231 y 1253 (año de la muerte del mismo). Está considerado como una de las cumbres de toda la literatura budista Mahāyāna. A diferencia de los escritos zen anteriores creados en Japón, el también llamado Kana Shōbōgenzō fue escrito en lengua japonesa y no en chino, como así sucede con otras obras de Dōgen como el Eihei Kōroku o el Shinji Shōbōgenzō (este último compuesto simplemente por 301 kōan).
Las ediciones modernas del Shōbōgenzō contienen noventa y cinco capítulos. Sin embargo, existen otras cinco recopilaciones más tempranas de la tradición zen Sōtō que varían en número (la de setenta y cinco, sesenta, veintiocho, o Himitsu Shōbōgenzō —es decir, Shōbōgenzō secreto—, ochenta y cuatro, o edición Bonshin, y ochenta y nueve capítulos, o edición Manzan, respectivamente). El mismo Dōgen consideraba que sólo doce de estos estaban completos. Los ensayos del Shōbōgenzō fueron expuestos en su día como sermones, siendo escritos en su mayoría por el propio Dōgen, aunque probablemente algunos de ellos fueran registrados por sus discípulos.